# Бермудо III
Берму́до III (исп. Vermudo III; Bermudo III; 1017 — 30 августа 1037, Тамарон, Кастилия и Леон) — король Леона (1028—1037). Его правление пришлось на момент наивысшего развития королевства Наварры, правитель которого, Санчо III Великий, установил гегемонию своего королевства над другими христианскими государствами Пиренейского полуострова.

## Биография

### Начало правления
Бермудо III был сыном короля Альфонсо V Благородного и его первой жены Эльвиры Менендес. Он взошёл на престол в августе 1028 года в возрасте одиннадцати лет, после того как его отец погиб, осаждая мусульманский город Визеу. В современных событиям документах ничего не говорится о создании регентского совета, который бы управлял страной во время малолетства Бермудо. В хрониках упоминается, что до своего совершеннолетия король правил «по советам своих знатных», однако неизвестно, кто из вассалов Бермудо был к нему наиболее приближен. Особую роль в управлении государством играла мачеха короля, Уррака, дочь короля Наварры Гарсии II Санчеса, подписи которой стоя́т почти под всеми документами, изданными в это время от имени короля.
При дворе короля Леона существовали две группы приближённых, боровшиеся между собой за влияние на Бермудо III и за управление от его именем государством. Одна группа, возглавляемая королевой Урракой, была за тесные взаимоотношения с сильнейшим на тот момент христианским государем Пиренейского полуострова, королём Санчо III Наваррским, и за союз с графством Кастилией, покровителем которого тот был. Другая группа придворных, возглавляемая графами Вела, стояла за ограничение наваррского и кастильского влияния и за возвращение Кастилии в состав королевства Леон.

### Убийство графа Кастилии
В первый год правления Бермудо III при королевском дворе получила перевес про-наваррская группа знати. По её совету король Бермудо III объявил в начале 1029 года о намерении упрочить мир с графом Кастилии Гарсией Санчесом, выдав за него замуж свою сестру Санчу Альфонсес. Граф Кастилии, с одобрения короля Санчо III, дал согласие на этот брак. В мае этого же года Гарсия Санчес вместе с королём Наварры направились в Леон, где должна была состояться церемония бракосочетания. Приехав в Саагун, Санчо III прервал поездку, чтобы поклониться находившимся здесь святыням, в то время как граф Кастилии прибыл в столицу королевства Леон.
Современные событиям хроники и анналы очень кратко освещают дальнейшие события. Наиболее подробная информация содержится в сочинениях историков XII и XIII веков, однако их свидетельства полны взаимных противоречий и в большинстве своём основаны на устных преданиях, возникших об этих событиях к этому времени. Согласно этим свидетельствам, к моменту приезда графа Гарсии Санчеса в столицу королевства Леон, здесь сложился антикастильский заговор, во главе которого встали три брата из семьи Вела: Родриго, Диего и Иньиго. Они намеревались убить графа Кастилии за оскорбление, нанесённое их отцу отцом нынешнего кастильского графа, и отомстить за потерю их семьёй графства Алава, отобранного у их предка в первой половине X века графом Фернаном Гонсалесом. 13 мая, в день бракосочетания, братья Вела с группой единомышленников проникли в город. По пути убивая всех кастильцев, встречавшихся на их пути, они достигли королевского дворца. В это время король Бермудо III, леонская знать, граф Гарсия Санчес и его невеста, Санча Леонская, направлялись в церковь Сан-Хуан-Батиста-де-Леон, где должна была состояться церемония венчания. Братья Вела неожиданно напали на Гарсию Санчеса и, несмотря на мольбы принцессы Санчи, убили его. Нападение было столь внезапным, что братьям Вела во время возникшего среди присутствовавших замешательства удалось покинуть город и укрыться в замке Монсон (современный Монсон-де-Кампос). Узнав о случившемся, король Санчо III, всё ещё находившийся в Саагуне, собрал войско и осадил Монсон. Несмотря на сопротивление осаждённых, крепость была взята и все её защитники казнены. Пленённых братьев Вела по приказу короля Наварры сожгли заживо.
После гибели бездетного графа Гарсии Санчеса права на престол Кастилии перешли к жене короля Наварры Муниадонне Санчес (Майор), старшей сестре убитого граф Гарсии. Она официально считалась графиней Кастилии, но фактически управлял графством сам Санчо III.

### Отношения с Наваррой

Пиренейский полуостров в 1031 году

События правления короля Бермудо III недостаточно подробно освещены в источниках и большинство информации о нём известно из анализа хартий этого времени, данных как в королевстве Леон, так и в Наварре. Согласно им, с самого начала правления Бермудо III в королевстве начались мятежи его вассалов. После убийства графа Гарсии Санчеса король Санчо III, как правитель Кастилии, предъявил свои права на спорные с королевством Леон земли между реками Сеа и Писуэрга, возвращённые Леону королём Альфонсо V. Король Наварры с войском вторгся во владения Бермудо и присоединил эти области обратно к Кастилии. Позднее на захваченных землях Санчо III восстановил прекратившее своё существование во время арабского завоевания Пиренейского полуостров епископство Паленсия, подчинив его диоцезу Бургоса.
Летом 1032 года в Королевстве Леон взяла верх антинаваррская группа знати, которая отстранила от власти королеву Урраку Гарсес (предполагается, что она была убита, так как после этого о ней больше в современных событиям документах не упоминается) и объявила короля Бермудо III совершеннолетним. В ответ король Санчо III вторгся на территорию королевства Леон и захватил некоторые его земли. В своих документах король Наварры стал использовать титул «король Леона». Одновременно Санчо III предложил королю Леона заключить мир, который должен был быть скреплён браком сына короля Наварры, Фернандо, с сестрой Бермудо III, Санчей, бывшей невестой убитого графа Гарсии Санчеса. Король Леона дал на это своё согласие и в конце 1032 года состоялось бракосочетание Фернандо и Санчи Альфонсес. Также был заключён и мир между Бермудо III и Санчо III, главными условиями которого были согласие короля Леона на то, чтобы Фернандо Санчес был провозглашён графом Кастилии, и отказ Бермудо от любых притязаний на территорию Кастилии.
Однако в 1033 году по неизвестным причинам король Наварры вошёл с войском во владения короля Бермудо III. В январе 1034 года под контроль короля Санчо III перешёл город Леон, летом наваррское войско овладело Асторгой. Власть короля Наварры распространилась на бо́льшую часть королевства Леон. В это время при дворе Санчо III находилось большое число леонских дворян, в том числе весьма знатных, а также некоторые церковные иерархи. Хартии леонских городов, находившихся на землях, контролируемых королём Наварры, датированы годами правления Санчо III, а не короля Бермудо III. Это свидетельствует о том, что эти города признавали короля Санчо законным правителем королевства Леон. В это время Бермудо III находился в Галисии и Астурии — в единственных районах страны, оставшихся под его властью — и боролся здесь с многочисленными мятежниками. Соединившись с графом Родриго Романисом и предводителем отряда норманнов Олафом, он одержал победу над войском басков, состоявших на службе у Санчо III, и разбил союзника короля Наварры, галисийского графа Сиснандо Галиариса. Здесь же в Галисии Бермудо III схватил и заключил в тюрьму сторонника короля Наварры, епископа Сантьяго-де-Компостелы Виструарио (тот умер в тюрьме), взял в марте 1034 года крепость Санта-Мария, а в Вальакесаре схватил некоего Кимеиа, объявившего себя претендентом на престол Леона.

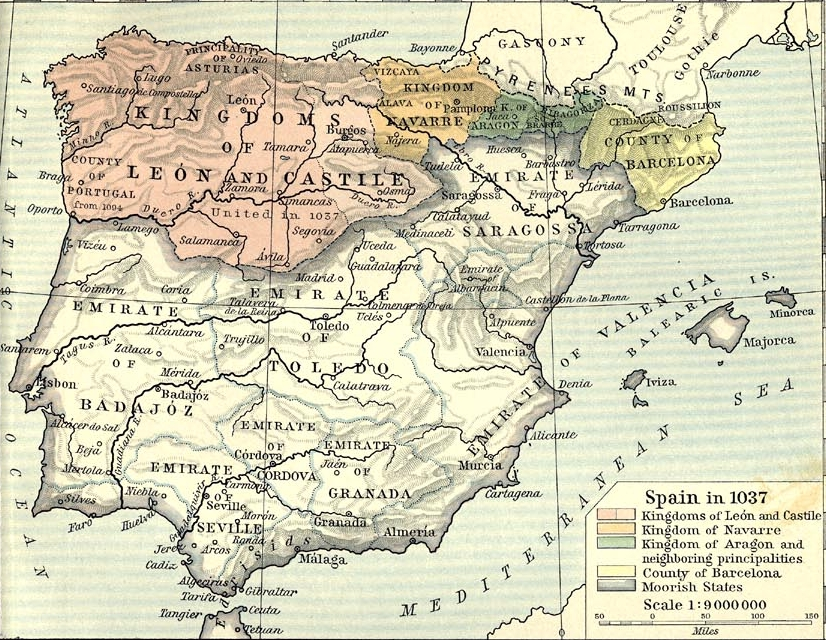
Пиренейский полуостров в 1037 году

К концу 1034 года произошло примирение королей Бермудо III и Санчо III. Хотя король Наварры продолжал контролировать бо́льшую часть королевства Леон, между монархами было достигнуто соглашение о браке короля Бермудо с дочерью Санчо III Хименой Гарсес. В феврале 1035 года Бермудо III беспрепятственно прибыл в свою столицу. Санчо III ещё ранее покинул Леон и возвратился в Кастилию. Несмотря на то, что король Леона изгнал из города всех сторонников короля Наварры, 17 февраля состоялось его бракосочетание с Хименой. В течение следующих месяцев Бермудо III постепенно восстановил свою власть над почти всей территорией королевства Леон, а смерть короля Санчо III в октябре 1035 года и раздел его королевства между его сыновьями позволил Бермудо утвердить свою власть и над оставшимися областями. Только земли между Сеа и Писуэргой остались под контролем графа Кастилии.

### Гибель Бермудо III
В результате раздела державы Санчо III Наваррского Кастилия осталась под властью одного из его сыновей, Фернандо, имевшего титул графа. Отношения между ним и королём Бермудо III продолжали оставаться напряжёнными, в основном из-за желания короля Леона вернуть себе земли, отнятые у него в предыдущие годы. Наличие военной угрозы со стороны Леона, заставило Фернандо предпринять меры для получения ещё большей поддержки со стороны знати Кастилии. Желая опереться на антилеонские настроения, распространённые среди кастильского дворянства, он 1 июля 1037 года принял титул «король Кастилии», а в своих хартиях стал употреблять формулировки, говорившие о его притязаниях на власть сюзерена по отношению к королевству Леон. Таким образом война между двумя государствами стала неизбежной.

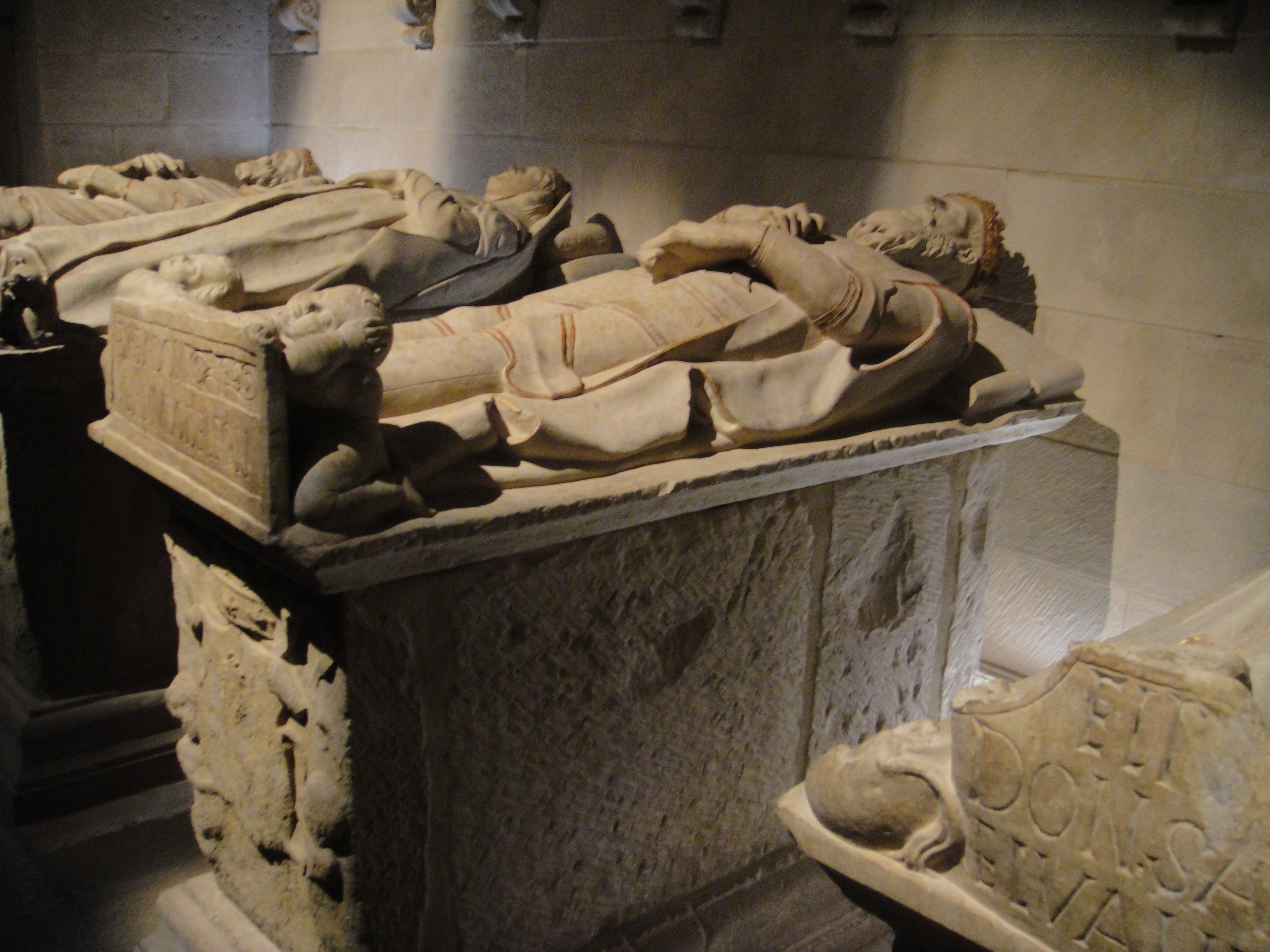
Саркофаг Бермудо III.
Монастырь Санта-Мария-ла-Реаль в Нахере

Ещё в первой половине года король Бермудо III начал активную подготовку к войне, а в конце лета с войском выступил в поход на Кастилию, намереваясь отвоевать земли между реками Сеа и Писуэрга. Узнав о вторжении, Фернандо I обратился за военной помощью к своему брату, королю Наварры Гарсии III, и сумел соединить свои войска с войсками брата до того, как войско Бермудо III успело далеко углубиться на территорию Кастилии. 4 сентября (по другим данным — 1 сентября) 1037 года войска противников встретились в битве при Тамаро́не. Современные событиям исторические хроники очень кратко описывают ход битвы. Более подробные описания содержатся в хрониках XII—XIII веков. Согласно им, в разгар битвы Бермудо III бросился в самую гущу сражающихся, чтобы убить короля Фернандо I, но сам погиб в схватке. Одни хронисты пишут, что он был убит самим королём Кастилии, другие, что после падения с коня король Леона был убит семью кастильскими пехотинцами. При вскрытии могилы Бермудо III, произведённом в прошлом веке, на его останках были обнаружены следы нескольких ран, аналогичных ранам, которые наносили копья средневековой пехоты. После гибели своего короля леонское войско обратилось в бегство. Победа осталась за королями Фернандо I Кастильским и Гарсией III Наваррским.
После битвы при Тамароне тело погибшего короля было доставлено по одним данным в леонский собор Святого Исидора, по другим — в пантеон наваррских королей в монастыре Санта-Мария-ла-Реаль в Нахере. Где находятся останки Бермудо III в настоящее время, точно не известно.
Не имея наследников мужского пола, Бермудо III стал последним представителем правившей в VIII—XI веках в королевстве Астурия и королевстве Леон династии Перес, первым из монархов которой был король Пелайо.

### Семья
Король Бермудо III был женат три раза, при этом о первых двух его жёнах известно только по их однократному упоминанию в королевских хартиях: подпись королевы Урраки стоит под хартией от 30 декабря 1028 года, а подпись королевы Эльвиры под документом от 25 августа 1032 года. От одной из этих жён Бермудо III имел своего единственного ребёнка, сына Альфонсо, родившегося и умершего в 1030 году. 17 февраля 1035 года Бермудо III вступил в брак с Хименой (умерла после 23 декабря 1062), дочерью короля Наварры Санчо III Великого.

### Создание королевства Кастилии и Леона
После гибели бездетного Бермудо III права на королевство Леон перешли к его сестре Санче Альфонсес. Король Кастилии Фернандо I по праву её мужа также предъявил свои права на Леон. Большинство леонских городов и многие знатные лица признали Санчу своей королевой, однако столица, город Леон, управляемая графом Фернандо Лайнесом, отказалась признать короля Фернандо I своим правителем. В ответ король Кастилии осадил город и держал его в осаде до весны 1038 года, когда граф Фернандо и жители столицы объявили, что признают права Фернандо I на престол Леона. 22 июня этого года состоялась торжественная церемония коронации Санчи Альфонсес на престол королевства Леон. Одновременно с ней был коронован и её супруг Фернандо I. Хотя королева Санча считалась правительницей Леона, управление королевством перешло в руки короля Фернандо. С этих пор оба королевства вновь объединились в единое государство, позднее получившее название Королевство Кастилия и Леон. Однако основные центры управления этим государством теперь оказались на территории Кастилии и постепенно Леон потерял то большое значение, которое он имел при монархах из династии Перес.